# Lago Gods
O lago Gods (literalmente: lago dos Deuses) é um lago de água doce localizado na província de Manitoba, Canadá. 
O lago tem uma área de 1151 km² de superfície, sendo o 7.º maior lago da província, o 41.º do Canadá e o 94.º maior do mundo. Este lago está localizado ao norte do Lago Island, a uma altitude de 178 metros, e aproximadamente a 280 km a leste da cidade de Thompson. O perímetro das margens do lago é de 678 km.

Fica a 250 km a nordeste de Winnipegsees e 400 km ao sul-oeste da baía de Hudson e tem um comprimento de 80 km no sentido leste-oeste e uma largura de 45 km de norte a sul.
Nas suas margens encontram-se algumas comunidades nativas tribais das Primeiras Nações, como é o caso da Comunidade de Lake Gods), dos Gods Lake Narrows e dos rio Gods (Gods River).